# Zbiornik Bogdałów
Zbiornik Bogdałów – sztuczny zbiornik wodny w Polsce, położony w województwie wielkopolskim, w powiecie tureckim, na terenie gminy Brudzew, w pobliżu miejscowości Bogdałów-Kolonia.
Zbiornik powstał w efekcie rekultywacji wyrobisk należących do Kopalni Węgla Brunatnego Adamów. Ukończony w 1994 roku. Dno zbiornika nie zostało uformowane i przystosowane do celów rekreacyjnych. Głębokość wody dochodzi do 12 metrów, występują rozpadliny i uskoki gruntu. Zbiornik został przekazany Nadleśnictwu Turek w 1995 roku.